# Freeport-McMoRan
Freeport-McMoRan Copper & Gold Inc. est une société américaine basée à Phoenix dans l'Arizona. Opérant dans le secteur minier, elle est l'un des principaux producteurs mondiaux de cuivre et d'or.

## Histoire
Freeport Sulphur Co. avait été fondée le 12 juillet 1912 par le fils aîné d'un magnat de l'agriculture, le banquier Eric Pierson Swenson, avec l'appui d'un groupe d’investisseurs, pour exploiter les mines de soufre du dôme de sel de Brian Mound, le long du golfe du Mexique. Dès novembre 1912, les dirigeants de la société créèrent la colonie de Freeport (Texas) pour loger les mineurs, et aménager un terminal maritime pour Houston, rival de Galveston et Corpus Christi,.
Freeport exploitait le soufre par le procédé Frasch, dont les brevets avaient expiré en 1908. Jusque-là, ces brevets étaient l'exclusivité du Dr. Hermann Frasch, chimiste et fondateur de la compagnie minière Union Sulphur Company. La compagnie devint célèbre sous le nom de Freeport Sulphur, avant de devenir Freeport Minerals.
En 1922, Freeport commençait à extraire du soufre de Hoskins Mound dans le Comté de Brazoria:111-117.

### Freeport Texas Company
Pour conjuguer au mieux l'urbanisation et le développement rationnel de la production d'acide sulfurique, les actionnaires décidèrent en septembre 1913 de regrouper leurs actifs au sein d'une holding, :
Les principales sociétés groupées au sein de la holding étaient :
- Freeport Sulphur
- Freeport Gas Co.
- Freeport Sulphur Transportation Company
- Freeport Town Site Co.
- Freeport Terminal Co.
- Freeport Light, Water & Ice Co.
- South Texas Stevedore Co.
- La Espuela Oil Co.
- Société pour l'Importation et la Vente des Soufres
- Houston & Brazoz Valley Ry[5].

En 1919, un parti d'actionnaires minoritaires comprenant Langbourne Meade Williams, First National Bank of Richmond, , W. M. Addison (vice-président de Virginie), Benjamin P Alsopp, E. L. Norton et Samuel W. Travers, démarchèrent des actionnaires pour les mandater au conseil d'administration du 5 avril suivant, arguant d'un manque de transparence de l'équipe dirigeante. Pour cette fois, le PDG E.P. Swenson apporta les démentis attendus et conserva la majorité au conseil.

### Contrôle de la commandite (1928 - 1931)
Mais en 1928, l'héritier d'un investisseur, Langbourne Meade-Williams (1903–1994), se lança dans une course aux mandats pour prendre le contrôle de la société. En 1929, il s'assura l’appui de son ancien directeur à la banque Lee, Higginson & Co., J.T. Claiborne, lequel recruta l'expert-comptable John Hay Whitney — devenu l'un des hommes les plus riches d'Amérique à la mort de son père, Payne Whitney. Williams arracha finalement le contrôle de la société à son fondateur, Swenson, et en devint le président en 1931, avec Claiborne comme vice-président et Whitney comme directeur du conseil d'administration,,.
Williams diversifia les activités de la société, d'abord par le rachat de mines de manganèse à Province d'Oriente, Cuba.

### Années 1930
En 1932, Freeport Sulphur Co. acquit les droits d'exploitation des gisements du lac de Grande-Ecaille et de Plaquemines Parish, puis en 1933 intensifia l'exploitation du dôme de soufre de Grand-Ecaille, toujours en utilisant le procédé Frasch. Dès la phase de projet, l'exploitation du soufre a stimulé l'expansion de Port Sulphur (Louisiane).

### Années 1950
La société élabora des lingots de nickel durant la Seconde Guerre mondiale, puis produisit de la potasse dans les années 1950. En 1955, Freeport Nickel investit 119 millions de dollars (dont les 5/6 étaient des subventions fédérales) dans l'aménagement d'une mine de nickel-cobalt à Moa Bay, Cuba, et dans la construction d'une raffinerie à Port Nickel, Louisiane. Le 11 mars 1957, le gouvernement lui notifia une commande de nickel et de cobalt,.
En 1956, le groupe créa la société Freeport Oil Company, et en 1958, elle céda un gisement de pétrole à Lake Washington en Louisiane pour 100 millions de dollars environ, à Magnolia Petroleum Company.
Elle perd en 1959 tous ses investissements et actifs à Cuba, nationalisés après la révolution contre le régime pro-américain de Fulgencio Batista.
En 1959, les géologues de Freeport confirmèrent la découverte, annoncée par les autorités néerlandaise dès 1936, d'un énorme filon de cuivre et d'or à Ertsberg, au fin fond des monts Jayawijaya (Nouvelle-Guinée néerlandaise), qui forme aujourd'hui la mine de Grasberg.
La compagnie comprend parmi ses principaux actionnaires ou membres de son conseil d'administration des figures très influentes de la vie politique américaine : Henry Kissinger, Robert A. Lovett (ex-ministre de la Défense), John Hay Whitney, Godfrey Rockefeller (neveu du milliardaire homonyme), ou encore Arleigh Burke (ex-chef d'état-major de l'US Navy).
En mai 2016, Freeport annonce la vente de sa participation dans la mine de Tenke Fungurume au chinois China Molybdenum pour 2,6 milliards de dollars.
Le président indonésien Joko Widodo fait  racheter par l’État 51 % des parts de la filiale indonésienne de Freeport-McMoRan, qui détient d'immenses gisements d'or et de cuivre mais dont les revenus ne profitent pas à l'Indonésie. Celle-ci, dénonçant une « spoliation », mobilise nombre d'hommes d'affaires et politiciens américains, dont le vice-président Mike Pence qui critiqua ouvertement Joko Widodo.

## Activité
Elle détient et exploite la mine de Grasberg située en Indonésie et considérée comme le plus grand gisement au monde d'or, faisant de cette société le contribuable le plus important du gouvernement indonésien. Outre l'or et le cuivre, Freeport extrait aussi d'importantes quantités de molybdène et d'argent.